# 부분 보존
부분 보존(영어: moiety conservation)은 한 분자로부터 다른 분자로 주기적으로 전이되는 화학종에서 하위 그룹의 보존이다. 

## 예
아데노신 이인산(ADP)이 인산화되어 아데노신 삼인산(ATP)를 생성한 다음 다시 ADP로 탈인산화되는 보존 주기에서 ADP는 변경되지 않고 남아 있는 하위 그룹이다. 자연에서 부분 보존 주기는 대사조절분석과 같은 기술을 사용하여 설명할 수 있는 고유한 대사 네트워크 조절 기능을 나타낸다.

## 같이 보기
- 부분